# Östbytjärnen, Ångermanland
Östbytjärnen är en sjö i Härnösands kommun i Ångermanland och ingår i Ångermanälven-Gådeåns kustområde. Sjön är 10 meter djup, har en yta på 0,0833 kvadratkilometer och befinner sig 56,5 meter över havet.

## Delavrinningsområde
Östbytjärnen ingår i det delavrinningsområde (696894-160464) som SMHI kallar för Rinner mot Ramöfjärden sek namn. Medelhöjden är 68 meter över havet och ytan är 10,47 kvadratkilometer. Det finns inga avrinningsområden uppströms utan avrinningsområdet är högsta punkten. Avrinningsområdets utflöde mynnar i havet, utan att ha någon enskild mynningsplats. Avrinningsområdet består mestadels av skog (65 procent). Avrinningsområdet har 0,08 kvadratkilometer vattenytor vilket ger det en sjöprocent på 0,8 procent. Bebyggelsen i området täcker en yta av 1,56 kvadratkilometer eller 15 procent av avrinningsområdet.